# Soulier d'or belge 2003
Le Soulier d'or 2003 est un trophée individuel, récompensant le meilleur joueur du championnat de Belgique sur l'ensemble de l'année 2003. Ceci comprend donc à deux demi-saisons, la fin de la saison 2002-2003, de janvier à juin, et le début de la saison 2003-2004, de juillet à décembre.

## Lauréat
Il s'agit de la cinquantième édition du trophée, remporté par l'attaquant du RSC Anderlecht Aruna Dindane. Il est le premier joueur africain à obtenir le Soulier d'Or. Malgré la victoire du FC Bruges au terme du championnat de Belgique 2003, on retrouve plusieurs joueurs d'Anderlecht parmi les nommés. Il termine avec un avantage record de 378 points sur le deuxième, son coéquipier Walter Baseggio, qui finit deuxième après avoir été troisième lors des deux éditions précédentes. Sur la troisième marche du podium, on retrouve Mbo Mpenza, revenu à l'Excelsior Mouscron durant l'été.

## Le Top-10
| Place | Joueur           | Nationalité | Club(s)                   | Points |
| ----- | ---------------- | ----------- | ------------------------- | ------ |
| 1.    | Aruna Dindane    |             | RSC Anderlecht            | 494    |
| 2.    | Walter Baseggio  |             | RSC Anderlecht            | 116    |
| 3.    | Mbo Mpenza       |             | Excelsior Mouscron        | 109    |
| 4.    | Timmy Simons     |             | FC Bruges                 | 99     |
| 5.    | Vincent Kompany  |             | RSC Anderlecht            | 77     |
| 6.    | Nenad Jestrović  |             | RSC Anderlecht            | 61     |
| 7.    | Philippe Clement |             | FC Bruges                 | 57     |
| =.    | Wesley Sonck     |             | KRC Genk / Ajax Amsterdam | 57     |
| 9.    | Dany Verlinden   |             | FC Bruges                 | 43     |
| 10.   | Cédric Roussel   |             | RAEC Mons / KRC Genk      | 35     |

## Sources
- (nl) Cet article est partiellement ou en totalité issu de l’article de Wikipédia en néerlandais intitulé « Belgische Gouden Schoen 2003 » (voir la liste des auteurs).